# Płomienny Przylądek
Płomienny Przylądek (ang. Flame Point) – przylądek na południowym wybrzeżu Wyspy Króla Jerzego, na zachód od Turret Point w Zatoce Króla Jerzego. Nazwę nadał Andrzej Paulo – członek zespołu geologów polskiej ekspedycji antarktycznej 1979/1980.